# Kreut (Markt Indersdorf)
Kreut ist ein Ortsteil des Marktes Markt Indersdorf im oberbayerischen Landkreis Dachau. Die Einöde liegt circa drei Kilometer südlich von Indersdorf und ist über die Staatsstraße 2050 zu erreichen.
Der Ort wurde 1351 als „Graeuthof“ erstmals erwähnt.